# Zofia Ludwika z Meklemburgii-Schwerinu
Sofie Luise Mecklenburg-Schwerin (ur. 16 maja 1685 w Grabow, zm. 29 lipca 1735 w Schwerinie) – księżniczka Meklemburgii-Schwerin i poprzez małżeństwo królowa Prus.
Urodziła się jako bratanica księcia Meklemburgii-Schwerin Chrystiana Ludwika I. Jej rodzicami byli przyrodni brat monarchy – książę Meklemburgii-Grabow (apanaże) Fryderyk i jego żona księżna Krystyna Wilhelmina. Starszymi braćmi byli natomiast trzej następni władcy Meklemburgii-Schwerin: Fryderyk Wilhelm, Karol Leopold oraz Chrystian Ludwik II.
28 listopada 1708 w Berlinie poślubiła dwukrotnie owdowiałego króla Prus – Fryderyka I, zostając jego trzecią żoną. Para nie miała dzieci.